# نيقولاي برجفالسكي
نيقولاي ميخائيلوفيتش برجفالسكي (بالروسية: Никола́й Миха́йлович Пржева́льский) (مواليد 12 أبريل 1839 - الوفاة 1 نوفمبر 1888) جغرافي ومستكشف روسي شهير في وسط وشرق آسيا.

## اقرأ كذلك
- حصان برزوالسكي
- غزال برزوالسكي

## روابط خارجية
- نيقولاي برجفالسكي على موقع الموسوعة البريطانية (الإنجليزية)